# Tara Strong
Tara Lyn Strong (Skabelon:Née; født 12. februar 1973) er en canadisk og amerikansk skuespiller.
Hun er kendt for sit stemmearbejde i animation, hjemmesider og computerspil.
Strongs stemmeroller inkluderer animationsserier som The New Batman Adventures, Teen Titans, Teen Titans Go!, Rugrats, The Powerpuff Girls, The Fairly OddParents, The Proud Family, Xiaolin Showdown, Ben 10, Chowder, Wow! Wow! Wubbzy!, My Little Pony: Friendship Is Magic, Unikitty!, and DC Super Hero Girls.
Hun har også lagt stemme til karakterer i computerspillene Mortal Kombat X, Ultimate Marvel vs. Capcom 3, Jak and Daxter, Final Fantasy X, Final Fantasy X-2, Blue Dragon og Batman: Arkham.
Strong har været nominert til Annie Award og Daytime Emmy, og vundet en pris fra Academy of Interactive Arts & Sciences.